# Refroidissement par immersion
 (octobre 2024).
Si vous disposez d'ouvrages ou d'articles de référence ou si vous connaissez des sites web de qualité traitant du thème abordé ici, merci de compléter l'article en donnant les références utiles à sa vérifiabilité et en les liant à la section « Notes et références ».
 (février 2024).
La mise en forme du texte ne suit pas les recommandations de Wikipédia : il faut le « wikifier ».
Les points d'amélioration suivants sont les cas les plus fréquents. Le détail des points à revoir est peut-être précisé sur la page de discussion.
- Les titres sont pré-formatés par le logiciel. Ils ne sont ni en capitales, ni en gras.
- Le texte ne doit pas être écrit en capitales (les noms de famille non plus), ni en gras, ni en italique, ni en « petit »…
- Le gras n'est utilisé que pour surligner le titre de l'article dans l'introduction, une seule fois.
- L'italique est rarement utilisé : mots en langue étrangère, titres d'œuvres, noms de bateaux, etc.
- Les citations ne sont pas en italique mais en corps de texte normal. Elles sont entourées par des guillemets français : « et ».
- Les listes à puces sont à éviter, des paragraphes rédigés étant largement préférés. Les tableaux sont à réserver à la présentation de données structurées (résultats, etc.).
- Les appels de note de bas de page (petits chiffres en exposant, introduits par l'outil «  Source ») sont à placer entre la fin de phrase et le point final[comme ça].
- Les liens internes (vers d'autres articles de Wikipédia) sont à choisir avec parcimonie. Créez des liens vers des articles approfondissant le sujet. Les termes génériques sans rapport avec le sujet sont à éviter, ainsi que les répétitions de liens vers un même terme.
- Les liens externes sont à placer uniquement dans une section « Liens externes », à la fin de l'article. Ces liens sont à choisir avec parcimonie suivant les règles définies. Si un lien sert de source à l'article, son insertion dans le texte est à faire par les notes de bas de page.
- La présentation des références doit suivre les conventions bibliographiques. Il est recommandé d'utiliser les modèles {{Ouvrage}}, {{Chapitre}}, {{Article}}, {{Lien web}} et/ou {{Bibliographie}}. Le mode d'édition visuel peut mettre en forme automatiquement les références.
- Insérer une infobox (cadre d'informations à droite) n'est pas obligatoire pour parachever la mise en page.

Pour une aide détaillée, merci de consulter Aide:Wikification.
Si vous pensez que ces points ont été résolus, vous pouvez retirer ce bandeau et améliorer la mise en forme d'un autre article.
 (Mai 2022).
Sa qualité peut être largement améliorée en utilisant un vocabulaire plus directement compréhensible.
 (février 2024).

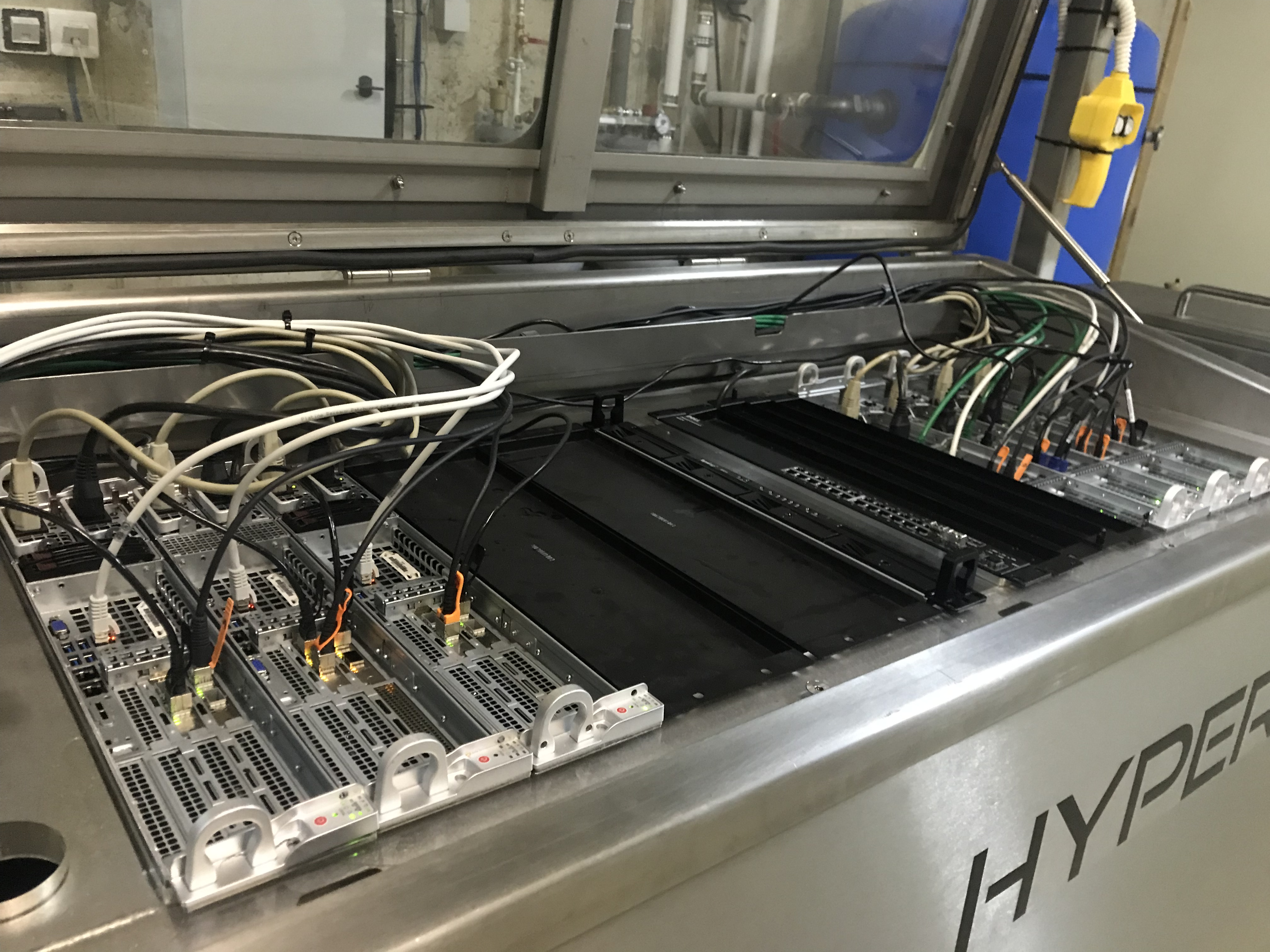
Technologie de refroidissement par immersion (Hyperion).

Le refroidissement par immersion, ou refroidissement direct par liquide, est une technique de refroidissement des ordinateurs, des batteries et des moteurs, dans laquelle les composants électriques et électroniques, y compris les serveurs complets et les dispositifs de stockage, sont en grande partie ou entièrement immergés dans un liquide de refroidissement thermiquement conducteur mais électriquement isolant. La chaleur est retirée d'un système en mettant le liquide de refroidissement en contact direct avec les composants chauds et en faisant circuler le liquide chauffé dans des échangeurs de chaleur. Cette pratique est très efficace car les liquides de refroidissement peuvent absorber plus de chaleur du système et sont plus faciles à faire circuler dans le système que l'air.
Les ordinateurs ne peuvent pas être refroidis par immersion dans l'eau ordinaire, car elle est conductrice d'électricité et risque de détériorer les composants électroniques. Par conséquent, les fluides utilisés sont diélectriques.

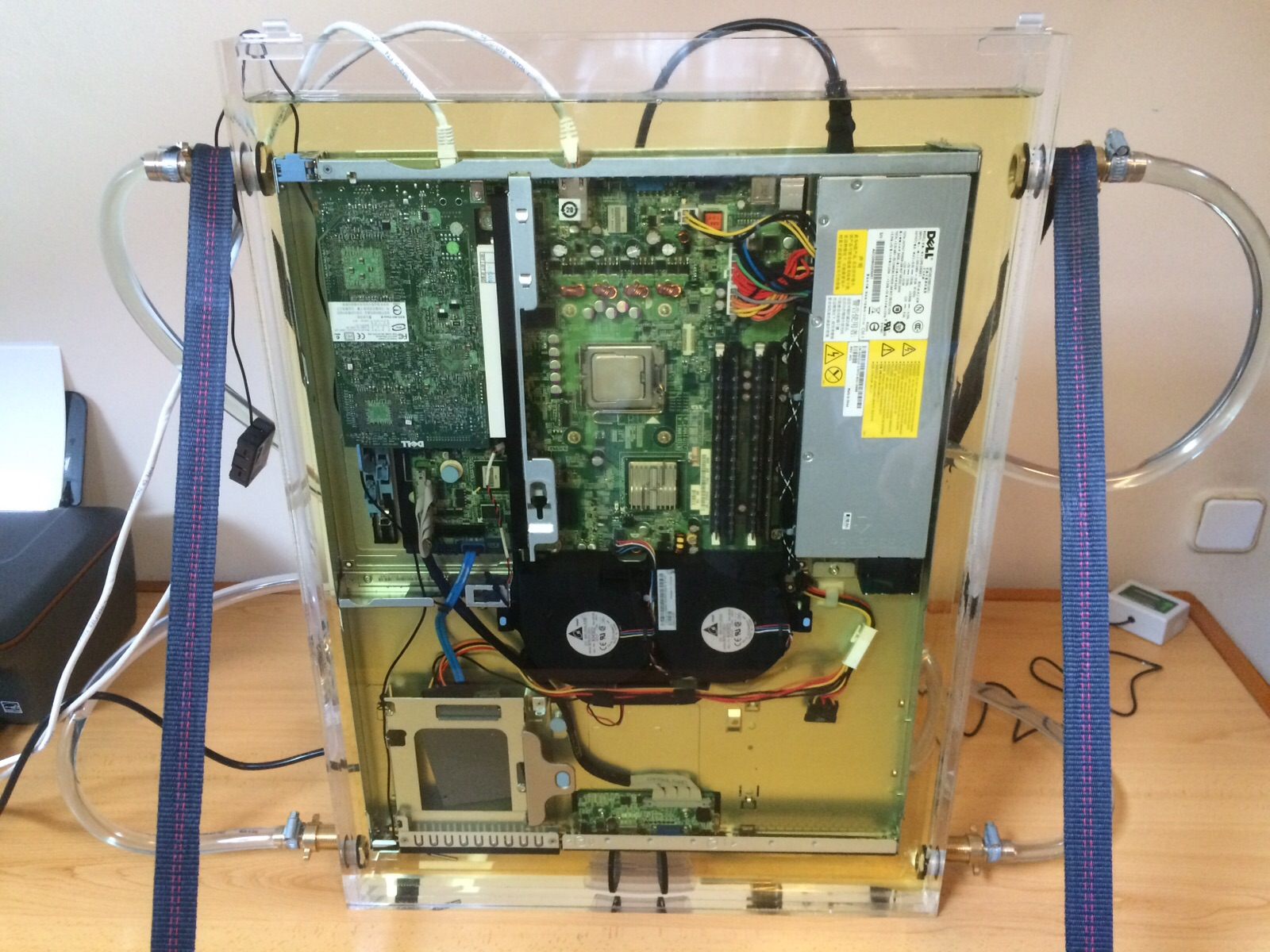
Exemple de refroidissement par immersion d'un serveur.

## Liquides diélectriques
En général, les liquides diélectriques utilisés pour le refroidissement par immersion appartiennent à deux catégories : les hydrocarbures (c'est-à-dire les huiles minérales, synthétiques ou biologiques) et les fluorocarbones (liquides entièrement conçus). Les liquides diélectriques sont divisés en applications monophasiques et biphasiques, qui diffèrent selon que le fluide de refroidissement se transforme ou non en gaz pendant le cycle de refroidissement.
- L'immersion en phase unique utilise une méthode de circulation du liquide diélectrique à travers les composants électroniques chauds et une technique d’échange de chaleur.
- L'immersion en deux phases utilise des fluorocarbures qui bouillissent à basse température et transfèrent la chaleur des composants sous forme de gaz. Ce gaz est récupéré, condensé par un échangeur de chaleur et renvoyé aux composants.

## Types
Un bain ouvert est caractérisé par une interface liquide-air et la tension de surface entre le liquide et l'air est donc un élément caractéristique. Les systèmes à bain ouvert sont généralement des réservoirs qui contiennent une grande quantité de liquide diélectrique dans lequel les composants électroniques sont immergés. Plusieurs assemblages électroniques partagent le même liquide. Ce liquide peut être basé sur une technologie monophasée ou biphasée. Les systèmes à bain ouvert sont toujours ouverts par le haut pour l'entretien de l'équipement informatique. Le réservoir de refroidissement des systèmes d'immersion à bain ouvert est soit connecté à un CDU qui fait circuler le liquide diélectrique, soit à un dispositif d'échange de chaleur intégré qui fait partie du réservoir. Pour une interface d'installation, les CDU sont généralement conçus pour 100 kW ou plus, tandis qu'un dispositif d'échange de chaleur intégré est généralement conçu pour une capacité de refroidissement de 10 à 100 kW..
Le refroidissement hybride utilise des combinaisons d'appareils à bain fermé et à bain ouvert.

## Évolution
Le refroidissement par immersion réduit la consommation d'énergie grâce à la suppression de la climatisation, y compris les ventilateurs des serveurs, les CRAC, les compresseurs de climatisation, les ventilateurs de circulation d'air, les conduits nécessaires, les appareils de traitement de l'air et les autres systèmes auxiliaires actifs, tels que les déshumidificateurs. Ces systèmes sont remplacés par des pompes à circulation de liquide et des échangeurs de chaleur et/ou des systèmes de refroidissement.
La consommation d'énergie dans les centres de données est souvent mesurée en termes d'efficacité de l'utilisation de l'énergie (PUE). Les définitions du PUE pour les dispositifs refroidis par air et les dispositifs refroidis par immersion de liquide sont différentes, ce qui rend difficile les comparaisons. Le PUE des datacenters refroidis par climatisation comprend l'énergie utilisée par les ventilateurs et les autres éléments de refroidissement actifs présents dans les serveurs. Le PUE du refroidissement par immersion liquide exclut ces valeurs de la composante énergétique de l'équipement informatique puisque ces éléments du système (en particulier les ventilateurs embarqués) sont généralement retirés de l'équipement informatique car ils ne sont pas nécessaires pour faire circuler les liquides de refroidissement diélectriques. Cette divergence dans la définition du PUE pour les différentes méthodes de refroidissement fait que le PUE des datacenters refroidis par air est généralement surévalué par rapport au PUE d'une installation refroidie par immersion liquide ayant la même consommation d'énergie.
Une alternative est de calculer le facteur de réutilisation d’énergie (ERF – Energy Reuse Factor), qui mesure le lien entre le PUE et le taux de réutilisation d’énergie par le datacenter.
Les serveurs et autres matériels informatiques refroidis par immersion n'ont pas besoin de ventilateurs pour faire circuler le liquide diélectrique, ils sont donc retirés du système avant l'immersion. Les pâtes thermiques qui sont généralement utilisées sur les répartiteurs de chaleur pour les CPU et autres puces peuvent nécessiter un remplacement par un composé différent afin d'éviter la dégradation thermique dans le liquide diélectrique. Selon le type d'application, la soudure, la feuille d'indium et les époxydes thermoconducteurs peuvent être utilisés comme matériaux de remplacement.

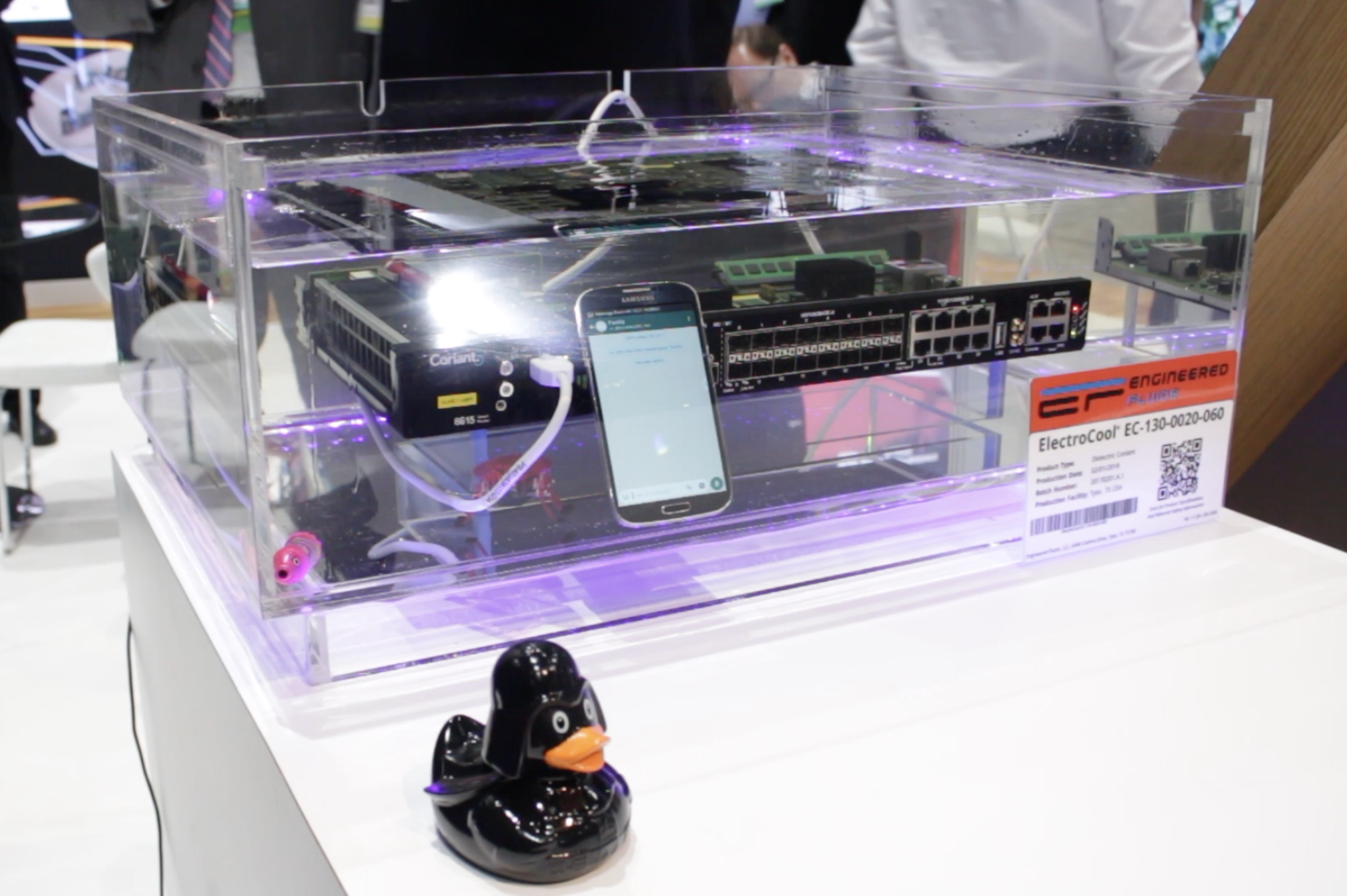
Routeur et smartphone immergés dans un liquide de refroidissement synthétique monophasé.

La température utilisée pour le refroidissement par immersion est déterminée par la température la plus élevée à laquelle les dispositifs immergés peuvent fonctionner de manière fiable. Pour les serveurs, cette température se situe généralement entre 15 et 65 °C (59 et 149 °F); cependant, dans les dispositifs de minage de crypto-monnaie basés sur des ASIC, cette plage est souvent étendue jusqu'à 75 °C. Cette augmentation de la fourchette de température permet aux opérateurs de datacenters d'utiliser des refroidisseurs secs entièrement passifs, ou des tours de refroidissement évaporatives ou adiabatiques beaucoup plus efficaces au lieu de refroidisseurs d'air ou d'eau basés sur des refroidisseurs. Cette augmentation de la plage de température permet également aux opérateurs utilisant des réfrigérants à immersion monophasés d'utiliser plus efficacement le changement des températures extérieures pour obtenir un refroidissement plus efficace de leurs systèmes, car l'efficacité des systèmes monophasés n'est pas limitée par le point d'ébullition du réfrigérant, comme c'est le cas avec les réfrigérants biphasés.
De nombreuses marques importantes comme Intel et Facebook ont déjà validé les avantages de l'immersion des serveurs.
Les applications commerciales actuelles du refroidissement par immersion sont des solutions orientées vers les datacenters pour le refroidissement des serveurs de base, les grappes de serveurs, les applications HPCC[13] et les applications de blockchain comme le minage de crypto-monnaie, ainsi que les architectures d'hébergement web et basées sur l'informatique en nuage. Les fabricants de véhicules électriques et de batteries utilisent également le refroidissement par immersion liquide dans les batteries, la chaîne cinématique, les systèmes de récupération de l'énergie cinétique, les moteurs électriques, les contrôleurs de moteurs électriques et d'autres sous-systèmes électroniques embarqués[citation nécessaire]. Le refroidissement par immersion liquide est également utilisé dans la gestion thermique des LED, des lasers, des appareils à rayons X et des dispositifs d'imagerie par résonance magnétique.
Immersion cooling is applied to electronic components in deep-sea research 
Jusqu'en 2014 environ, cette technologie n'était généralement utilisée que dans le cadre de projets spéciaux de supercalculateurs très intensifs, tels que les applications informatiques Cray. Même si l'augmentation prévue de la consommation énergétique globale des data centers est restée stable, l'accent est mis de plus en plus sur l'efficacité énergétique, ce qui a conduit à réévaluer l'utilisation du refroidissement par immersion liquide dans les datacenters et les opérations de minage de crypto-monnaies. L'arrivée de nouveaux processeurs et GPU à très haute densité destinés au traitement en temps réel, à l'intelligence artificielle, à l'apprentissage automatique et aux opérations d'extraction de données incite les utilisateurs et les opérateurs de centres de données à évaluer le refroidissement par immersion liquide pour sa capacité à refroidir les racks à haute densité et à réduire l'empreinte mécanique totale des datacenters.

## Histoire

### XIXeetXXesiècles
- L'immersion de systèmes électriques (en particulier de transformateurs) dans des fluides diélectriques à des fins de gestion thermique a été utilisée avant 1887.
- Le premier brevet mentionnant explicitement l'utilisation de l'huile comme réfrigérant et isolant se trouve dans le brevet déposé pour un transformateur à courant constant en 1899 par Richard Fleming de Lynn, Massachusetts, cédant à la General Electric Company de New York.
- La première référence à l'utilisation spécifique de fluides diélectriques pour refroidir des "ordinateurs" est faite en 1966 par Oktay Sevgin d'IBM.
- En 1968, Richard C. Chu et John H. Seely, travaillant pour IBM, ont breveté un "système de refroidissement par immersion pour les composants modulaires".
- Seymour R. Cray Jr. fondateur de Cray Research, LLC a breveté en 1982 un "assemblage électronique haute densité refroidi par immersion".
- Le Cray T90 (sorti en 1995) utilisait de grands échangeurs de chaleur liquide-liquide refroidi et des liquides de refroidissement par immersion à une ou deux phases pour l'évacuation de la chaleur.
- L'arrivée du CMOS a permis de réaliser d'importantes économies d'énergie dans les processeurs, ce qui a rapidement réduit les problèmes de refroidissement des systèmes HPC. Ce n'est qu'au cours de la deuxième décennie que l'immersion a repris du poil de la bête en raison de l'augmentation des propriétés thermiques des puces.

### XXIesiècle
- En 2006, Hardcore Computer Inc a été fondé sur le concept de l'introduction de PC à châssis fermé pour les jeux.
- En 2009, Green Revolution Cooling a relancé le concept de refroidissement par immersion en bain ouvert en proposant un système commercial d'immersion en bain ouvert à l'industrie HPC.
- En 2010, Midas Green Technologies a géré et exploité le premier centre de données à refroidissement par immersion.
- En 2011, Iceotope a lancé la première technologie commerciale basée sur un châssis fermé de type rack, spécialement conçue pour les déploiements dans les centres de données.
- En 2016, Asperitas a créé le premier système d'immersion à bain ouvert monophasé à haute densité et à circulation par convection naturelle sans pompe.
- À partir de 2016, l'essor des crypto-monnaies devient une force motrice principale et significative pour l'immersion. Cela est dû aux avantages d'un coût total de possession élevé qui sont très appréciés dans l'exploitation minière des crypto-monnaies. Cette période a permis à de nombreuses technologies d'immersion d'acquérir une expérience essentielle et de mûrir leurs technologies.
- 2017 montre un grand volume de start-ups dans le domaine du refroidissement par immersion. La plupart sont liées à la crypto-monnaie et aux défis croissants en matière d'alimentation et de refroidissement dans l'industrie des centres de données.
- En 2018, l'Open Compute Project adopte officiellement l'immersion dans un nouveau projet sous Rack & Power dans le cadre d'ACS (Advanced Cooling Solutions).
- En 2019, les premières normes industrielles documentées pour l'immersion sont présentées lors du sommet de l'OCP à San Jose.
- En 2020, la Telecommunications Industry Association publie sa première mention du refroidissement par immersion en tant qu'option de refroidissement viable.
- En 2021, les propriétés thermiques des puces ayant dépassé les capacités de refroidissement par air, plusieurs sociétés de cloud à grande échelle, fabricants de puces et équipementiers de serveurs ont annoncé qu'ils adoptaient le refroidissement par immersion.

## Techniques de refroidissement par immersion des serveurs

### Refroidissement par immersion en bain ouvert
Le refroidissement par immersion en bain ouvert est une technique de refroidissement des datacenters qui consiste à immerger complètement l'équipement informatique dans un liquide diélectrique. L'aspect "ouvert" ne fait pas référence à un système ouvert ou scellé, mais à l'interface liquide-air "ouverte" ; la tension de surface entre le liquide et l'air est donc un élément distinctif.
Ces bains permettent au liquide de refroidissement de se déplacer à travers les composants matériels ou les serveurs qui y sont immergés.

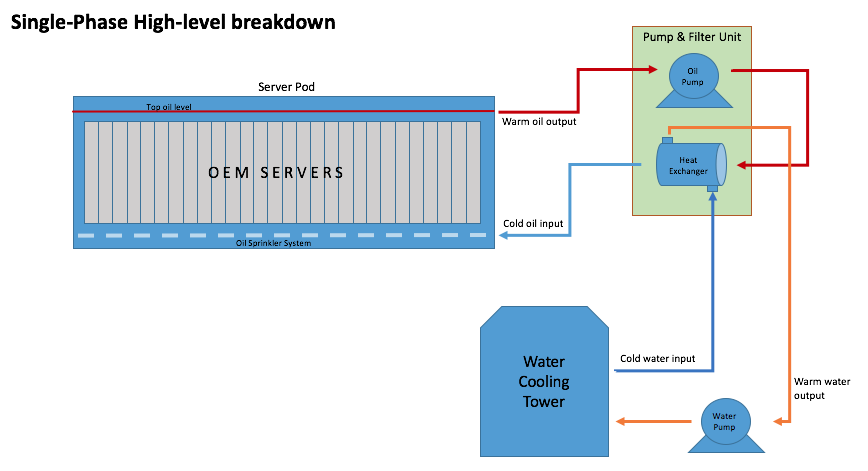
Circulation par convection forcée.

L'immersion monophasée à double boucle nécessite la circulation des liquides diélectriques par des pompes ou par convection naturelle. Ces liquides restent toujours à l'état liquide lorsqu'ils fonctionnent. Ils n’entrent pas en ébullition ni ne gèlent jamais. Le liquide diélectrique est soit pompé à travers un échangeur de chaleur externe où il est refroidi par le liquide de refroidissement de l'installation, soit le liquide de refroidissement de l'installation est pompé à travers un échangeur de chaleur immergé, ce qui facilite le transfert de chaleur à l'intérieur du liquide diélectrique.

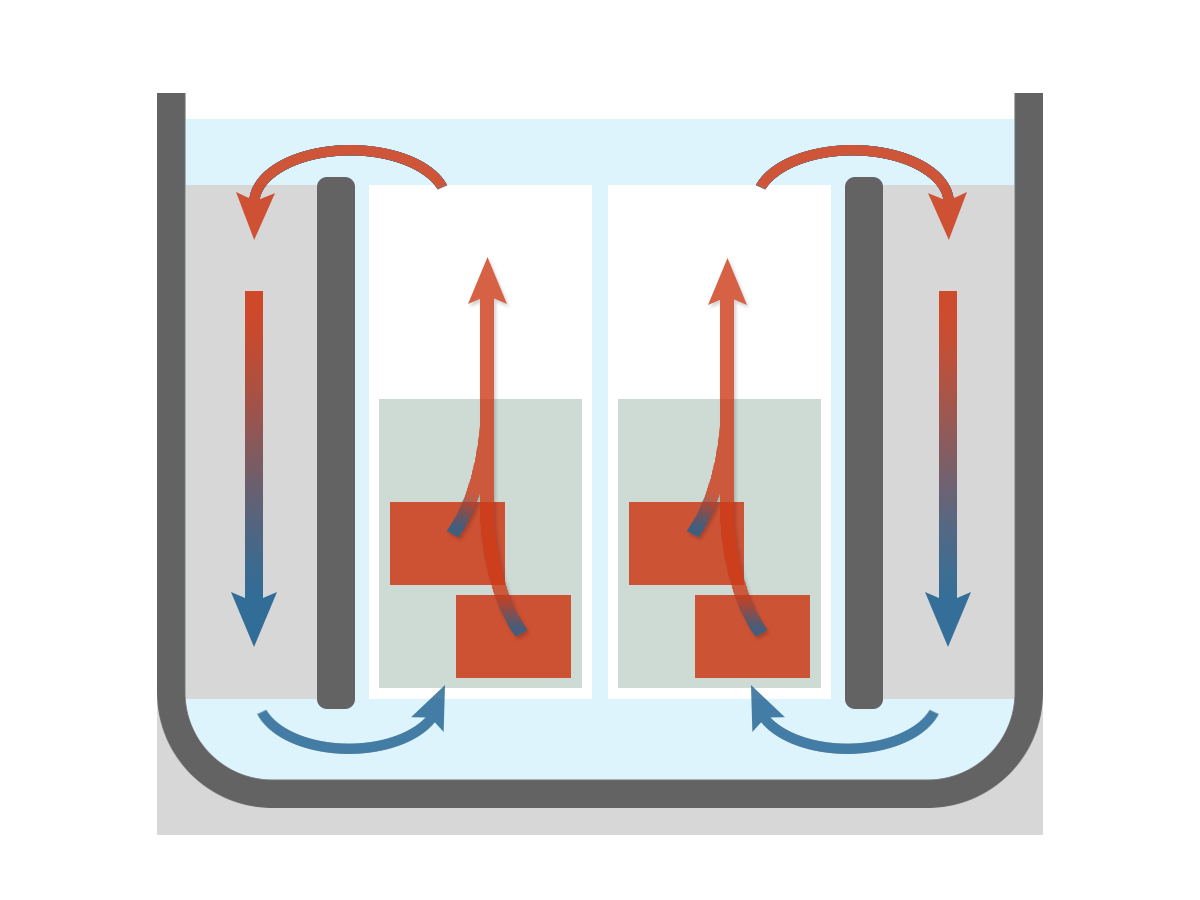
Circulation par convection naturelle.

Dans les systèmes à deux phases, les fluorocarbones sont utilisés comme fluides de transfert de chaleur. La chaleur est évacuée dans un système à deux phases, où le liquide bout lorsqu'il entre en contact avec des composants chauds en raison de son point d'ébullition bas. Le système tire parti d'un concept connu sous le nom de "chaleur latente", qui est la chaleur (énergie thermique) nécessaire pour changer la phase d'un fluide, ce qui se produit lorsque le liquide de refroidissement à deux phases entre en contact avec les composants électroniques chauffés dans le bain qui sont au-dessus du point d'ébullition du liquide de refroidissement. Une fois que le liquide de refroidissement biphasé est entré dans sa phase gazeuse, il doit être refroidi ou condensé, généralement à l'aide de serpentins refroidis à l'eau et placés dans la partie supérieure du réservoir. Une fois condensé, le liquide de refroidissement diphasique s'égoutte dans le réservoir de refroidissement primaire. Le liquide de refroidissement diphasique dans le réservoir reste généralement à sa "température de saturation". L'énergie transférée des serveurs dans le liquide de refroidissement diphasique fait bouillir une partie de celui-ci sous forme de gaz. Le gaz s'élève au-dessus du niveau du liquide où il entre en contact avec un condenseur qui est plus froid que la température de saturation. Le réfrigérant gazeux se condense alors en liquide et retombe dans le bain.

### Refroidissement par immersion dans un châssis fermé
Dans un système de refroidissement par immersion, les serveurs sont scellés dans des boîtiers étanches. Le liquide de refroidissement diélectrique circule à l'intérieur ou est pompé à travers chaque serveur pour collecter la chaleur des composants. Le fluide chauffé est acheminé vers un échangeur de chaleur dans le rack, où il est soit acheminé directement à l'extérieur du bâtiment vers une tour de refroidissement ou un échangeur de chaleur, soit refroidi directement au niveau du rack à l'aide d'une infrastructure de refroidissement. Le principal avantage de cette solution est que les serveurs sont montés dans des récipients autonomes qui peuvent être remplacés dans le rack sans avoir accès au fluide. L'inconvénient est que tout le matériel ne peut pas être utilisé, car c'est le fournisseur qui définit les spécifications matérielles des serveurs scellés.

### Risques d'incendie
Certains liquides de refroidissement par immersion à base d'hydrocarbures présentent un risque d'incendie car ils ont un point d'ignition.

## Autres utilisations

### Chauffage domestique ou industriel
Au cours des dernières années (quand ?), le refroidissement par immersion, en particulier pour le minage de bitcoins, est devenu une méthode populaire pour générer de la chaleur utilisable. Dans les climats froids, un seul mineur ASIC peut fournir une conversion de chaleur électrique à très haut rendement suffisante pour chauffer une maison entière. Le refroidissement par immersion offre un moyen de convertir la chaleur résiduelle de l'exploitation des serveurs pour chauffer l'eau, faire fondre la neige, alimenter le chauffage par le sol et chauffer les jacuzzis, les piscines, les magasins, les dépendances, les hangars et les serres. Il existe des arguments convaincants pour combiner les opérations de minage de bitcoins avec des fermes verticales intérieures et des serres traditionnelles afin de compenser ou d'éliminer les coûts de chauffage des installations. Les installations de loisirs intérieures et extérieures, publiques et privées, peuvent également bénéficier de la chaleur résiduelle "gratuite". Certaines entreprises proposent un chauffage informatique pour les opérations résidentielles et commerciales[citation nécessaire].

### Refroidissement par immersion de la batterie Li-Ion
La surchauffe des cellules Li-ion et des batteries est un défi technologique permanent pour la conversion et le stockage de l'énergie électrochimique, y compris dans les véhicules électriques. Le refroidissement par immersion est une technique de gestion thermique prometteuse pour relever ces défis. Le refroidissement par immersion des batteries est particulièrement bénéfique dans les conditions d'abus, où la propagation thermique doit être évitée à travers le module ou le bloc-batterie. Le refroidissement par immersion gagne en importance en tant qu'application émergente dans l'industrie automobile. Avec une capacité de transfert de chaleur 50 à 100 fois supérieure à celle des méthodes de refroidissement indirectes, le refroidissement par immersion s'impose comme une solution efficace et puissante[34]. Actuellement, le refroidissement par immersion est principalement utilisé dans le sport automobile et les modèles de véhicules haut de gamme, ce qui démontre son efficacité dans les technologies automobiles de pointe.

## Voir également
- FK-5-1-12